# Ísza Rasíd al-Dzsasszász
Ísza Rasíd al-Dzsasszász (arabul: عيسى رشید الجساس, a nemzetközi sajtóban Essa Rashed Al Jassas vagy Eissa Rashid Al Jassas; 1952. május 2. –) kuvaiti nemzetközi labdarúgó-játékvezető.

## Pályafutása
A KFA Játékvezető Bizottságának (JB) minősítésével a Division One, majd a Premier League játékvezetője. Küldési gyakorlat szerint rendszeres partbírói szolgálatot is végzett. A nemzeti játékvezetéstől 1994-ben visszavonult.
A Kuvaiti labdarúgó-szövetség JB terjesztette fel nemzetközi játékvezetőnek, a Nemzetközi Labdarúgó-szövetség (FIFA) 1987-től tartotta nyilván bírói keretében. A FIFA JB központi nyelvei közül az angolt beszéli. Több nemzetek közötti válogatott (Labdarúgó-világbajnokság, Ázsia-kupa), valamint klubmérkőzést vezetett, vagy működő társának partbíróként segített. A nemzetközi játékvezetéstől 1994-ben búcsúzott.
Az 1987-es U16-os labdarúgó-világbajnokságon a FIFA JB bíróként foglalkoztatta.
| Időpont          | Helyszín                              | Mérkőzés típusa              | Mérkőzés        | Eredmény | Nézők száma |
| ---------------- | ------------------------------------- | ---------------------------- | --------------- | -------- | ----------- |
| 1987. július 14. | Jeux Canada Games Stadion, Saint John | csoportmérkőzés (D. csoport) | Nigéria–Bolívia | 3 – 2    | 2 335       |

Az 1993-as U20-as labdarúgó-világbajnokságon a FIFA JB hivatalnokként foglalkoztatta.
| Időpont           | Helyszín                 | Mérkőzés típusa              | Mérkőzés         | Eredmény | Nézők száma |
| ----------------- | ------------------------ | ---------------------------- | ---------------- | -------- | ----------- |
| 1993. március 8.. | Városi Stadion, Canberra | csoportmérkőzés (A. csoport) | Kolumbia–Kamerun | 3 – 2    | 3 749       |

Az 1990-es labdarúgó-világbajnokságon a FIFA JB bíróként alkalmazta.
| Időpont          | Helyszín               | Mérkőzés típusa                     | Mérkőzés   | Eredmény |
| ---------------- | ---------------------- | ----------------------------------- | ---------- | -------- |
| 1989. február 3. | Központi Stadion, Doha | (1990 vb) előselejtező (1. csoport) | Katar–Omán | 3 – 0    |

Az 1992-es Ázsia-kupa labdarúgó tornán az AFC JB mérkőzés vezetőként foglalkoztatta.
| Időpont           | Helyszín                   | Mérkőzés típusa              | Mérkőzés                             | Eredmény | Nézők száma |
| ----------------- | -------------------------- | ---------------------------- | ------------------------------------ | -------- | ----------- |
| 1992. november 1. | Big Arch Stadion, Hirosima | csoportmérkőzés (A. csoport) | Japán–Észak-Korea                    | 1 – 1    | 32 000      |
| 1992. november 6. | Big Arch Stadion, Hirosima | egyik elődöntő               | Szaúd-Arábia–Egyesült Arab Emírségek | 2 – 0    | 12 000      |

Az IFFHS (International Federation of Football History & Statistics) 1987–2011 évadokról tartott nemzetközi szavazásán 151 játékvezető besorolásával minden idők 135. legjobb bírójának rangsorolta holtversenyben Nyikolaj Vlagyiszlavovics Levnyikov, Nezsi Zsujni és Tom Henning Øvrebø társaságában.